# Katka - bumazhnyy ranet
Katka - bumazhnyy ranet é um filme de drama soviético de 1926 dirigido por Fridrikh Ermler e Eduard Ioganson.

## Enredo
O filme fala sobre uma garota que liga da aldeia para Leningrado e começa uma nova vida lá.

## Elenco
- Veronika Buzhinskaya como Katka
- Bella Chernova como Verka
- Yakov Gudkin
- Fyodor Nikitin como Vadka
- Tatyana Okova
- Valeri Plotnikov
- Valeri Solovtsov como Semka
- Eduard Ioganson